# 둑중개
둑중개(학명: Cottus koreanus)는 농어목 둑중개과에 속하는 어류의 한 종이다. 몸길이 5cm 가량으로 길쭉하게 마르고 비늘이 없다. 입이 크고 머리가 넓적하며, 몸의 모양이 꼬리지느러미 쪽으로 갈수록 가늘어진다. 등지느러미는 두 개이고 몸은 어두운 회색빛을 띤다. 지느러미줄기가 잘 발달되어 있다. 머리와 지느러미에 가시가 있고, 피부는 사마귀가 난 것처럼 울퉁불퉁하다. 작은 해양생물을 먹고 살며, 식욕이 왕성하다. 그러나 살이 별로 없고 가시가 많다.

## 참고 자료
- 이 문서에는 다음커뮤니케이션(현 카카오)에서 GFDL 또는 CC-SA 라이선스로 배포한 글로벌 세계대백과사전의 내용을 기초로 작성된 글이 포함되어 있습니다.

1. ↑  https://species.nibr.go.kr/endangeredspecies/rehome/exlist/exlist.jsp?1=1&1=1&sch_gbn=wc&middle=3&minor=2&page_count=1